# Marionetki (film)
Marionetki (ros. Марионетки) – radziecka czarno-biała komedia muzyczna z 1933 roku w reżyserii Jakowa Protazanowa. Premiera filmu odbyła się 3 lutego 1934 roku.

## Obsada
- Anatolij Ktorow
- Nikołaj Radin
- Walentina Tokarska
- Konstantin Zubow
- Siergiej Martinson
- Leonid Leonidow
- Michaił Klimow
- Wasilij Toporkow
- Władimir Popow
- Michaił Żarow